# Abbaye de Savigny (Rhône)
Pour les articles homonymes, voir Abbaye de Savigny (homonymie) et Abbaye Saint-Martin.
L’abbaye Saint-Martin de Savigny est une abbaye bénédictine, fondée au IXe siècle par Leidrade, archevêque de Lyon. Il n'en reste que quelques pierres dans le musée lapidaire de Savigny. Elle serait toutefois mentionnée dans une charte de 817.

## Histoire
L'abbaye est mentionnée dès 819 dans la Notitia de servitio monasteriorum.
Elle apparaît aussi dans une charte de 976 lorsque Conrad III de Bourgogne confirme ses biens et droits.
Vers 1139, une lettre de Saint-Bernard à Foulque, archevêque de Lyon, indique que Savigny entretenait un conflit avec l'abbaye de la Bénisson-Dieu pour des possessions en Roannais, près de Noailly. Saint Bernard prit parti pour l'abbaye de la Bénisson-Dieu, dont l'abbé Albéric était un de ses disciples.
En 1130 l'abbaye de Savigny a pris une extension considérable, notamment sur le plan foncier, avec des dépendances allant à l'ouest jusqu'à Montrottier, grâce aux abbés énergiques qui s'efforcent de profiter des rivalités locales pour établir leur autorité. Un arbitrage d'Innocent II (1130-1143) est rendu pour ramener les moines à plus d'obéissance.
En 1196 l'archevêque de Lyon, Renaud de Forez (1193-1226) entreprend de ramener à son tour l'abbaye de Savigny dans son giron en détruisant et en pillant des villages voisins comme l'Arbresle. Le pape Innocent III (1198-1216) intervient pour calmer le prélat de Lyon, estimant, qu'avec la destruction des bâtiments, il est allé trop loin. Toujours est-il que Savigny restera désormais tranquille. 
À partir de la mise en commende, l'abbaye perd son statut de pôle spirituel important et décline. En 1779, un brevet royal de Louis XVI, confirmé le 22 juin 1780 par une bulle de Pie VI, dissout l'abbaye. En 1784, les bâtiments sont vendus.
Les archives de l'abbaye de Savigny sont désormais conservées aux Archives départementales du Rhône (sous-série 1 H).

## Abbés de Savigny
Liste des cinquante-deux abbés attestés, établie à partir des travaux de l'historien Pierre Ganivet, notamment à partir du Liber cartarum (rédigé par l’abbé Ponce, vers 1135), publié notamment dans la thèse d'Olivia Puel (2013).
La liste des abbés mentionnée dans le Cartulaire de l'Abbaye de Savigny (1853) de Auguste Bernard comportait cinquante-neuf noms. Son contenu ainsi que les datations doivent être considérés avec prudence.